# 岩淵町 (東京都北區)
岩淵町（日语：／ Iwabuchimachi */?）是東京都北區的町名。不設「丁目」。2013年11月1日為止的人口有4,550人。郵遞區號為115-0041。

## 地理
位於東京都北區，舊岩淵町北端。町的北部有東西向的荒川與新河岸川流經，兩河間的沖積地約占全町域的三分之一。荒川上的新荒川大橋可通往對岸的埼玉縣川口市。雖然荒川大致上是東京都與埼玉縣的邊界，但新荒川大橋附近的邊界後縮至荒川、新河岸川之間的河川地上。
町域北鄰埼玉縣川口市舟戶町，東接北區志茂，南與西連北區赤羽。
在戶籍等場合中，北區的官方文見常寫為は岩渕町，但在2007年11月5日導入戶籍電子化後，字統一為岩淵町。

## 歷史

### 地名由來
因古時入間川（之後的荒川）旁是崎嶇的岩地地形而得名。

### 沿革
- 1878年（明治11年）11月－郡區町村編制法（日语：郡區町村編制法）施行，為北豐島郡岩淵本宿町。
- 1889年（明治22年）5月1日－市制町村制施行，岩淵本宿町、稻付村、赤羽村、袋村、下村、神谷村合併為岩淵町，此地為北豐島郡岩淵町大字岩淵本宿。
- 1932年（昭和7年）10月1日－編入東京市，岩淵町與王子町（日语：王子町）合併成立王子區（日语：王子区），並進行地名整編，為東京市王子區岩淵町一、二丁目。
- 1943年（昭和18年）7月1日－東京都制（日语：東京都制）施行，為東京都王子區岩淵町一、二丁目。
- 1947年（昭和22年）3月15日－王子區與瀧野川區合併成立北區，為東京都北區岩淵町一、二丁目。
- 1971年（昭和46年）7月－岩淵町二丁目實施住居表示，編入北區赤羽一丁目、二丁目與赤羽南一丁目。
- 1972年（昭和47年）2月－岩淵町一丁目實施住居表示，為北區岩淵町。

## 交通

### 鐵路
- 東京地下鐵南北線、埼玉高速鐵道
  - 赤羽岩淵站－車站所在地為赤羽，但3號出入口在岩淵町內。

- JR
  - 京濱東北線：赤羽站（現在的岩淵町沒有JR車站，至赤羽站約步行10分鐘左右）

### 巴士
- 都營巴士
  - 王57：岩淵町停留所
- 國際興業巴士（日语：国際興業バス）
  - 赤06、赤23、赤23-2、赤23-3、赤20、赤21：赤羽岩淵站停留所

### 道路、橋梁

#### 道路
岩淵町內的赤羽交差點是國道122號（北本通、岩槻街道）與都道311號環狀八號線、都道445號常盤台赤羽線的交會處。赤羽交差點也是環八通的終點。

#### 橋梁
- 新荒川大橋（日语：新荒川大橋）
- 岩淵橋

## 設施
教育
- 北區立岩淵小學校

公園
- 赤羽櫻堤綠地

## 備註
1. ↑  人口統計表（平成25年11月1日現在）｜東京都北区 的存檔，存档日期2013-11-13.